# Antonio Martino
Pour les articles homonymes, voir Martino.
Antonio Martino (né le 22 décembre 1942 à Messine en Sicile et mort à Rome le 5 mars 2022) est un universitaire et homme politique italien, proche de l'ancien Premier ministre Silvio Berlusconi.
Membre fondateur de Forza Italia, membre de la Chambre des députés, il devient ministre des Affaires étrangères en 1994, mais est cependant critiqué pour l'euroscepticisme que ses opposants lui prêtent.
Ministre de la Défense dans le deuxième gouvernement de Berlusconi entre 2001 et 2006, il prône l'engagement militaire de l'Italie en Irak aux côtés des États-Unis, tout en militant pour une suspension du service militaire obligatoire.
En 2015, il est désigné candidat à la présidence de la République italienne.

## Biographie

### Origines et études
Antonio Martino naît le 22 décembre 1942 à Messine en Sicile ; il est le fils de l'ancien ministre libéral Gaetano Martino et d'Alberta Stagno d'Alcontres, qui descend d'une famille noble d'origine espagnole.
En 1964, Antonio Martino sort diplômé de l'université de Messine, avant d'être sélectionné pour participer au programme estudiantin Harkness Fellow of the Commonwealth Fund, lequel lui permet de suivre une formation de deux ans à Chicago, aux États-Unis, entre 1966 et 1968. Il est ensuite chargé du cours de politique monétaire à la faculté des sciences politiques de l'université de Rome « La Sapienza ». Entre 1992 et 1994, il enseigne à la Libera Università Internazionale degli Studi Sociali (Luiss).

### Proche de Silvio Berlusconi
Comme son père, Antonio Martino adhère au Parti libéral italien, dont il tente, en 1988, de devenir le secrétaire ; sa candidature, soutenue par un courant minoritaire, échoue cependant. À la fin de l'année 1993, il participe à la fondation du parti Forza Italia, avec Silvio Berlusconi. Élu député à l'issue des élections législatives anticipées de 1994, il est nommé, au mois de mai de cette année, ministre des Affaires étrangères dans le premier gouvernement du Cavaliere, nouveau président du Conseil. Longtemps soupçonné d'euroscepticisme, il expliquera plus tard s'être uniquement opposé à l'adoption de l'euro par l'Italie.
Le 11 juin 2001, Antonio Martino devient ministre de la Défense dans le deuxième gouvernement de Silvio Berlusconi ; il est l'un des rares ministres de ce cabinet n'ayant jamais été concerné par l'un des nombreux remaniements procédés par le chef du gouvernement, qui le confirme, au mois d'avril 2005, dans son troisième gouvernement. Partisan de la suspension du service militaire, il voit ses convictions confortées par la suspension effective de cet exercice à partir du 1er janvier 2005.

### Candidat à la présidence de la République
Le 21 janvier 2015, Antonio Martino est désigné candidat à l'élection présidentielle anticipée qui fait suite à la démission de Giorgio Napolitano, par le parti Forza Italia, auquel il appartient ; son chef, Silvio Berlusconi, présente alors Martino comme le « candidat des modérés »,,. Sa candidature devrait également être soutenue par le Nouveau Centre-droit, dirigé par Angelino Alfano.

### Mort
Antonio Martino est mort à Rome le 5 mars 2022 à l'âge de 79 ans.

## Œuvres
- 1994, Milton Friedman, Teramo, Lisciani & Giunti
- 1994, Economia di mercato. Fondamento delle libertà politiche, Rome, Borla
- 1994, La rivolta liberale, Milan, Sperling & Kupfer Editori
- 1996, Economia e libertà, Soveria Mannelli, Rubbettino